# LFO (電子楽器)
低周波発振器（、英: low frequency oscillator, LFO）はヒトの可聴域より低い周波数の波を発振する機器である。

## 用途
LFO 自体は単純な発振器であるため様々な用途がある。以下はその代表例である：

### シンセサイザー
シンセサイザーの各モジュールに対する変調用の信号源としてLFOはよく使われる。LFOはあくまでも超低域の周波数を発振するだけなので、これだけでは何の役にも立たない。LFOで発振された低周波信号は必ず他のモジュールに入力されて使われる。この場合の入力や出力、信号といった概念は論理的であるか物理的であるかを問わない。
発振される波形も正弦波、三角波、矩形波など数種類がある。

#### オシレーターの周波数変調
LFOはオシレーターの周波数変調に用いられる。言い換えれば、音源へのビブラート付与に用いられる。
オシレーターの基本周波数を制御する入力へLFOを接続することで、オシレーター出力の音高を周期的に変化させられる（=ビブラート）。すなわち、オシレーターの周波数変調におけるモジュレータとしてLFOは機能する。この場合、オシレーターはピッチを制御する入力を複数備えているものを使うか、あるいは同等の回路を用意しなければならない。

#### フィルター
LFOを、フィルターのカットオフ周波数を制御する入力へ接続する。
フィルターの開閉具合がLFOから発振される低周波に従うので、連続的に開閉するフィルターを得ることができる。
フィルターのレゾナンスを高めに設定すればワウ効果になる。

#### アンプ
LFOを、アンプの音量を制御する入力へ接続する。
音量の変化がLFOから発振される低周波に従うので、トレモロや音量が変化するビブラートの効果を得ることができる。

#### パン
LFOを、パンを制御する入力へ接続する。
音声信号の定位が周期的に変化する効果を得ることができる。

#### 遅延素子
BBDやデジタルディレイなどの遅延素子のクロックをLFOで変調することにより、コーラス、フランジャーなどの効果を得ることが出来る。矩形波で変調した場合、ピッチチェンジャー的な効果も可能である。